# Sandradstraße 1 (Mönchengladbach)

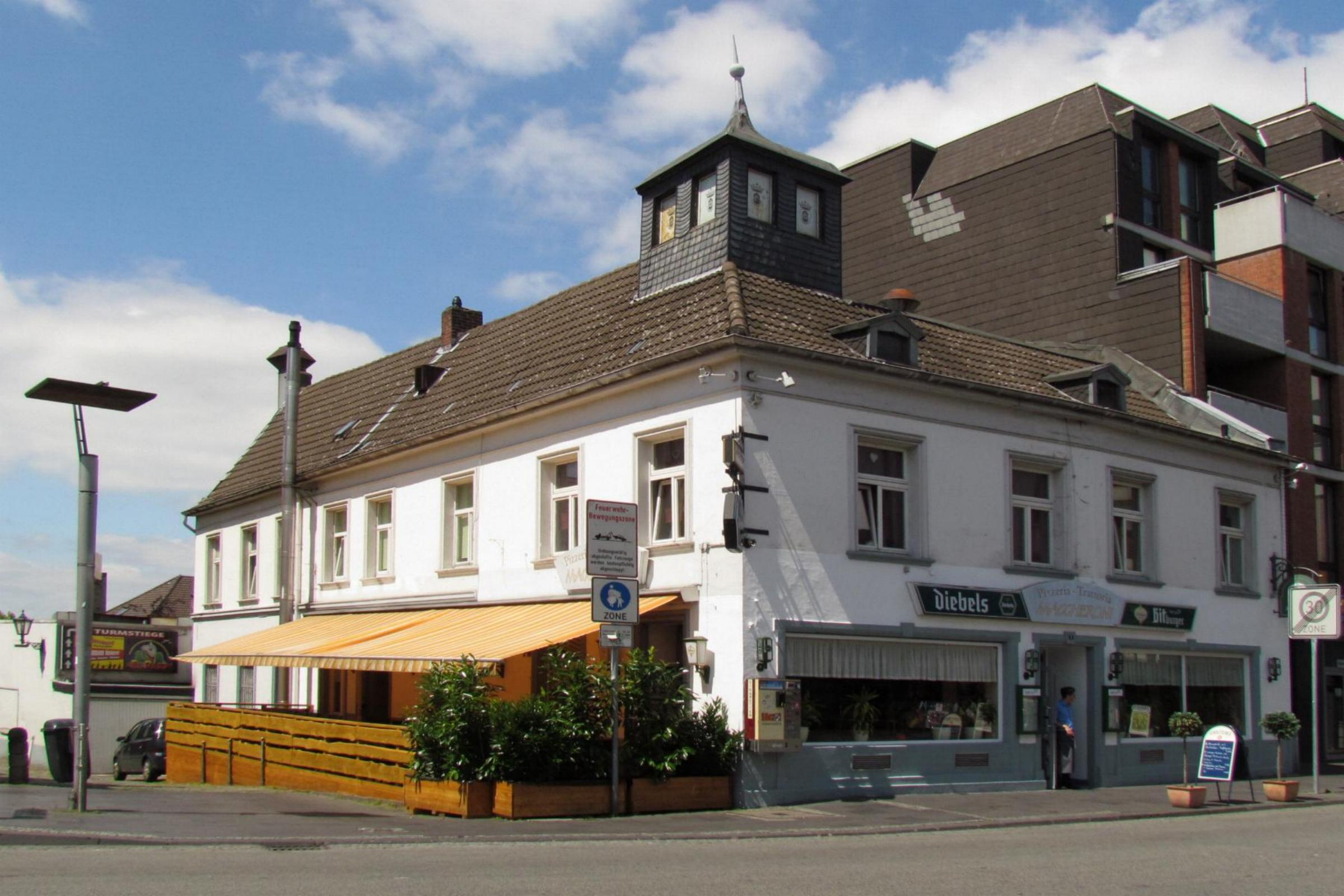
Wohn- und Geschäftshaus, ehemaliges Torwächterhaus (2014)

Das Wohn- und Geschäftshaus Sandradstraße 1, ein ehemaliges Torwächterhaus, steht in Mönchengladbach (Nordrhein-Westfalen) im Stadtteil Gladbach.
Das Gebäude wurde im 18. Jahrhundert erbaut und unter Nr, S. 014 am 19. Juni 2012 in die Denkmalliste der Stadt Mönchengladbach eingetragen.

## Lage
Das Gebäude steht gegenüber dem Kapuzinerplatz am Nordwestende des Alten Markts, wo die Turmstiege entlang der Stadtmauer von der Sandradstraße nach Westen abzweigt.

## Architektur
Das Haus Sandradstraße 1 besitzt – entsprechend der Darstellung in der Urkarte – einen längsrechteckigen Grundriss, der den westostgerichteten Verlauf der Stadtmauer aufgreift. Markanter Bezugspunkt ist die Ausrichtung der Stadtmauer auf die Mittelachse der rückwärtigen Fassade. Diese Situation ist heute noch gegeben, allerdings durch spätere Anbauten verunklärt. Die Urkarte zeigt auf der Rückseite des Hauses eine Freifläche entlang des Stadtmauerzugs, der unmittelbar gegen die Fassadenmitte stößt.
Oberirdisch ist diese direkte Anbindung durch die späteren Anbauten nicht mehr gegeben, doch konnte die Stadtmauer unterirdisch in den westlichen Kellern des Hauses auf gesamter Länge nachgewiesen werden. Eine weitere Übereinstimmung zwischen Urkarte und Bestand ist die aus der Bauzeile vorspringende Schauseite zur Sandradstraße. Ausgehend von diesen Beobachtungen zur städtebaulichen Einbindung des Gebäudes lässt sich die Baugeschichte anhand der sichtbaren Substanz recht gut nachvollziehen.

### Bauchronologie
Das Haus Sandradstraße 1 vereint in seinem Erscheinungsbild drei Hauptbauphasen, die sich insbesondere am Dachwerk, am Kellerbestand und an einigen bemerkenswerten Baudetails zu erkennen gaben. Die nachfolgenden Maßangaben sind Anhaltspunkte, die aus den Bauplänen ermittelt wurden.

#### Ursprungsbau – 18. Jahrhundert (oder früher)
Der im Bestand nachgewiesene Ursprungsbau umfasst ein Gebäude von (etwa) 15,40 m Länge und 6,70 m Breite, das in etwa die südliche Haushälfte einnimmt. In der Fassade zur Sandradstraße kennzeichnet ein deutlicher Knick in der Bauflucht die ursprüngliche Hausbreite. Die rückwärtige Fassade liegt heute im Hausinneren. Von der Südseite (Turmstiege) aus betrachtet, ist der ursprüngliche Hausabschluss zwischen der 3. und 4. Fensterachse (an der Stelle des Stahlkaminrohrs) zu verorten.
Von diesem langgestreckten und sehr schmalen Haus ist weitgehend der komplette Eichendachstuhl erhalten geblieben: Es ist ein liegender Pfettenstuhl von mindestens fünf Gebinden im Abstand von ca. 3 Metern. Der Abbund von West nach Ost ist durch Abbundzeichen gekennzeichnet. Heute noch sind vier Gebinde in situ; das fünfte östliche Gebinde zur Sandradstraße wurde mit der zweiten Bauphase zugunsten einer Abwalmung entfernt.
Das Tragwerk besteht aus geknickten Stuhlsäulen, die – über Spannriegel mit Kopfbändern verbunden – die Pfetten aufnehmen. Am vierten Gebinde waren Spannriegel und Kopfbänder wegen des späteren Aufbaus des Türmchens bzw. Dachreiters nicht mehr in situ. Die bauzeitlichen Sparren zeigen anhand der Zapfenschlitze den Verbund einer ehemals durchgehenden Hahnenbalkenlage. Mit den Sparren sind auch die Windrispen zur Längsaussteifung des Stuhls sowie die abschließende Firstpfette überkommen.
Das bauzeitliche Tragwerk ist nur in einigen Bereichen infolge der späteren Dachveränderungen beeinträchtigt: Mit der Abwalmung wurde das fünfte Abschlussgebinde entfernt und mit dem Aufbau des Türmchens bzw. Dachreiters der Spannriegel am vierten Gebinde erhöht, dabei zur Erschließung des Aufbaus die Hahnenbalken herausgesägt. In der Summe betrachtet ist der bauzeitliche Eichenstuhl mit Zapfung und zweifacher Nagelung substanziell umfassend und in weitgehend kernigem Zustand erhalten.
Der Grundrissfläche des Dachstuhls entsprechen die Umfassungswände darunter, die jedoch wegen der Putzoberflächen nicht einsehbar sind. Im Obergeschoss ist mit hoher Wahrscheinlichkeit noch die nördliche Außenwand des Ursprungsbaus vorhanden. Sie liegt heute als längsgerichtete (teils durchbrochene) Trennwand im Hausinneren und entspricht in der Stärke von 55 Zentimeter den bestehenden Umfassungswänden des ersten Baus. Ihre Lage bezieht sich darüber hinaus auf den ,Knick‘ in der Fassade, welcher die Baunaht zur späteren Erweiterung kennzeichnet.
Während das Erdgeschoss weitgehend entkernt ist, lässt sich der Ursprungsbau besonders aussagekräftig im Kellerbestand nachweisen: Die ermittelte Grundrissfläche findet sich in einem ganzheitlich vorhandenen Großkeller mit durchgehender Ziegeltonne wieder, der erst später in vielteilige Räume unterteilt wurde. Der Keller entspricht in Ausdehnung und Lage dem Ursprungsbau, der somit ganzheitlich unterirdisch erschlossen war. Ein Grundriss des Kellers von 1962, der anlässlich des Umbaus zur Gaststätte Wienerwald angefertigt wurde, bezieht auch die Keller der späteren Anbauten und mit diesen den Verlauf der unterirdisch vorhandenen Stadtmauer mit ein.
Die Stadtmauer ist eindeutig am Baumaterial des Backsteins sowie in der abgeböschten Aufmauerung zu identifizieren. Ihr Verlauf in Bezug auf den Großkeller des Ursprungsbaus lässt folgende Aussage zu: Der erste, im Bestand nachgewiesene Bau erstreckte sich auf der Innenseite der Stadtbefestigung, direkt angebaut an die nordostgerichtete Stadtmauer. Dieser Bau – ein schmales, langgestrecktes Haus mit Satteldach – existierte bereits vor der kartografischen Erfassung 1812/13, da die Urkarte bereits die Überbauung der Stadtmauer und konkret den zweiten Bauzustand der Erweiterung darstellt. Die Urkarte zeigt ein deutliches Abknicken der Stadtmauer im Westen, so dass ihr weiterer Verlauf durchaus in der Flucht der nördlichen Umfassungswand des Ursprungsbaus liegen könnte. Ein konkretes Alter des Kernbaus könnte dendrochronologisch über das Fälljahr der Hölzer im Dachstuhl gewonnen werden. Die Baubeobachtungen untermauern eine Entstehung spätestens im 18. Jahrhundert.

#### Bauerweiterung – Ende 18. Jahrhundert
Die Urkarte gibt den zweiten Bauzustand wieder: Unter Beibehaltung des traufseitigen Längenmaßes wurde das Haus nach Norden erweitert, dabei die Grundrissfläche fast verdoppelt und somit die Stadtmauergrenze überbaut. Das Haus besaß nun einen Grundriss von etwa 15,40 m Länge (wie zuvor) und ca. 12 m Breite. An der Fassade zur Sandradstraße zeigt sich die Baunaht an dem leichten Abknicken der Bauflucht.
Aus dieser Phase der Bauerweiterung stammen die Veränderungen im Dachstuhl: An das bestehende (westostgerichtete) Dachwerk des Ursprungsbaus wurde auf der Nordseite ein schlichtes Sprengwerk angefügt. Es ist als sehr flaches Satteldach mit First in Nordsüdrichtung ausgebildet. Die Konstruktion ist durch Anschuhung der Hölzer mit Nagelung hergestellt. Zur Sandradstraße hin wurden die Tragwerke mit ihren unterschiedlichen Firstausrichtungen durch einen Walm zusammengefasst.
Im Kontext dieser Baumaßnahmen erfolgte auch der Aufbau des Türmchens bzw. Dachreiters. Er besetzt optisch die Mittelachse des Gesamtkomplexes, findet aber im älteren Dachstuhl (der breiteren, ersten Haushälfte) seinen Unterbau. Im Erscheinungsbild wirkte die nun fast 12 Meter breite Schauseite durch Walm und Dachreiter baueinheitlich. Auch im Keller spiegelt sich die Phase der Bauerweiterung durch die Anlage eines kleinen Gewölbekellers wider. Aus dieser Erweiterungsphase haben sich im Bestand bemerkenswerte Baudetails und Ausstattungsstücke erhalten: An erster Stelle ist die Haupttreppe zu erwähnen, die heute das Haus vom Erdgeschoss bis ins obere Geschoss erschließt. Bezogen auf den Grundriss dieser zweiten Bauphase befindet sich ihr Standort im Zentrum des Hauses an der Nordwand der Erweiterung. Sie bildet das Schmuckstück des Hauses: Antrittspfosten und Geländer sind kunstvoll verziert mit zopfförmigen Blattornamenten, festonartigen Blumengirlanden und Medaillons mit Halbporträts im Flachrelief.
Auch im Obergeschoss zeugen die Räume mit zum Teil vorhandenen Stuckdecken und Türenblättern von der repräsentativen Ausstattung dieser Phase. Anhand der Deckenspiegel lassen sich noch die Ofenstellung in den Raumecken nachvollziehen. In dem rückwärtigen Raum sind sogar Wandpaneelen, ebenfalls mit zopfförmigen Blattornamenten und Festons, sowie Wandschränke dieser Bauzeit überkommen. Der abgängige Deckenstuck besteht aus typisch barockem Kälberhaarputz mit zahlreichen grau-weißen Kalkanstrichen. Die Ausbildung der Decken durch lehmgefüllte Staken konnte in dem rückwärtigen Raum festgestellt werden. Stilistisch lassen sich die Ausstattungsstücke in die Zeit des Klassizismus einordnen, sogar relativ konkret in die Phase des Zopfstils. Somit kann die zweite Hauptbauphase in das ausgehende 18. Jahrhundert datiert werden.

#### Bauerweiterung – Ende 19. Jh./ vor 1881
Die dritte historische Erweiterung des Baubestandes erfolgte auf der Rückseite des Hauses: An die ehemalige Westfassade wurde ein Anbau auf quadratischem Grundriss angefügt. Der Anbau von ca. 7,50 m × 7,50 m Seitenlänge nimmt die Bauflucht der südlichen Traufseite sowie die Firstlinie des Daches auf. Mit dieser Erweiterung erhielt der in mehreren Phasen entstandene Baukomplex seine heutige Putzfassade mit dem umlaufenden profilierten Geschossgesims und der bestehenden Fenstergestaltung mit Profilrahmung. Die einstige Fassade liegt heute als Querwand im Gebäudeinneren. Der Anbau wird separat über eine Treppe mit profilierten Stabbalustern erschlossen.
Eine Datierung der dritten Bauerweiterung ins ausgehende 19. Jahrhundert legen nicht nur die Gestaltungsformen, sondern auch die Darstellung des Anbaus auf der preußischen Neuaufnahme (1891–1912) nahe. Da das Haus Sandradstraße 1 seit 1881 als „Café Neuss“ genutzt wurde, dürfte die letzte Bauerweiterung im Kontext dieser Umnutzung erfolgt sein.
Das ehemalige Torwächterhaus markiert als Eckhaus einen historisch wichtigen Standort, der schon auf den Stadtplänen des frühen 19. Jh. eine Bebauung aufweist: Der Grundriss nach der Urkarte 1812/13 gibt in der Darstellung der (zu diesem Zeitpunkt noch vorhandenen) Stadtbefestigung eindeutige Bezugs- und Orientierungspunkte, die es erlauben, den heutigen Standort des Hauses Sandradstraße 1 mit einem dort bereits dargestellten Gebäude zu identifizieren, das in direkter Anbindung zum ehem. Viersener Tor lag.
Das Torwächterhaus, das viele noch mit der Restaurantkette Wienerwald verbinden, ist eines der originalen Häuser, die die Gladbacher Altstadt noch aufweist.
Das Gebäude wurde im 18. Jahrhundert als Wohnhaus direkt neben dem Stadttor errichtet. Später wurde die Straßenfront durch Einbrechen der großen Schaufenster in ihrem Aussehen stark verändert. Aus der Zeit des Baus stammt noch die innere Treppe mit dem barocken Handlauf und wohl auch das verschieferte Dachtürmchen auf der Firstecke. Die massive Hauswand zum modernen Nachbargebäude ist wohl ein Stück der alten Stadtmauer, welche hier eingebaut erhalten blieb. Als Wohnung des Torwächters stand das Haus direkt neben dem Stadttor an der Straße nach Viersen. Ursprünglich wies das Gebäude noch einen in die heutige Sandradstraße vorspringenden Trakt auf, der eventuell Teil des vor 1813 eingelegten Stadttors war. Dieses Gebäudeteil musste Ende des 19. Jahrhunderts der Pferdebahn weichen.
Im Laufe seines Bestehens trug das Haus nach seinen Besitzern verschiedene Namen. So ist der erste nachweisbare Besitzer Matthias Brinck (1782–1820), der, als Gladbach 1814 an Preußen fiel, zum Bürgermeister ernannt wurde. Er besaß auch den Brinckenweiher, den ehemaligen Abteiweiher zu Füßen des Münsterbergs, der deutlich verkleinert und etwas verschoben heute Geroweiher genannt wird. So hieß das Haus bis in die 1850er-Jahre Brinckshaus. Für die Jahre 1863 und 1879 lässt sich die Familie des Kreissekretärs Neumann nachweisen. Im Anschluss kaufte es Max Neuss. Er baute es zur Bäckerei und Konditorei um. Dafür ließ er wohl die Schaufenster in die Wand brechen. Er betrieb auch ein Café. 1954 erwarb Robert Adrians das Haus inklusive Café und benannte es um. Ihm folgten die Restaurantkette Wienerwald und schließlich heute ein italienisches Restaurant.

### Bauhistorische Bewertung
Die dreiphasige Entstehung des Gebäudes Sandstraße 1 erlaubt eine Konkretisierung der ortsgeschichtlichen Bedeutung:
1. Der im Baubestand vorhandene Kernbau, der im Dach und Keller sichtbar erhalten und dementsprechend auch in den nicht einsehbaren Umfassungswänden vorhanden sein dürfte, steht in direktem Zusammenhang mit der Stadtbefestigung. Seine Lage auf städtischer Seite unmittelbar am Viersener Tor bezeugt weitgehend die Bestimmung als Torhaus. Der ausgedehnte Großkeller könnte beispielsweise – wie an anderen rheinischen Stadttoren nachgewiesen- als Lager für Zollwaren oder als Salzlager gedient haben. Eine dendrochronologische Datierung wäre aus bauhistorischer Sicht wünschenswert, da das Baualter durchaus weiter zurückreichen könnte als bisher angenommen.
2. Mit der Erweiterung des Gebäudes durch Verdoppelung des Grundrisses und Überbauung der Stadtmauergrenze erfolgte ein repräsentativer Wohnausbau. Substanziell ist diese Phase umfassend vorhanden und sichtbar in der Ausstattung überkommen, so dass eine Datierung ins ausgehende 18. Jahrhundert sicher ist. Nicht nur die hochrangigen Baudetails im Inneren, sondern auch die Bekrönung des Gebäudes mit Dachreiter spiegeln die Nutzung als Haus des Bürgermeisters während der Franzosenzeit wider.
3. Auch die dritte Bauerweiterung, datiert ins ausgehende 19. Jahrhundert, besitzt eine ortsgeschichtliche Bedeutung: Seit 1881 wurde das Haus ausweislich historischer Fotografien als „Café Neuss“ genutzt. Die Fotos zeigen das Haus mit der heute noch bestehenden Fassadengestaltung, darunter auch die großen Schaufenster zur Sandradstraße. Der Grundriss von 1959 verzeichnet im rückwärtigen Anbau dieser Phase die Backstube. Somit erfolgte die letzte historische Bauerweiterung zur Umnutzung in ein Café, dessen Erscheinungsbild bis heute weitgehend das Haus Sandradstraße prägt.

Das Objekt ist bedeutend für die Geschichte des Menschen und für Städte und Siedlungen, weil es als ehemaliges Torhaus am nicht mehr vorhandenen Viersener Stadttor ein wichtiges Relikt der zum Großteil abgebrochenen Mönchengladbacher Stadtumwehrung darstellt. Nach den umfangreichen, meist kriegsbedingten städtebaulichen Veränderungen im Stadtzentrum von Mönchengladbach lässt sich durch das ehemalige Torhaus die einstige Lage des Stadttores im Stadtbild zumindest für historisch interessierte Personen noch nachvollziehen.
Für die Erhaltung und Nutzung des Gebäudes liegen wissenschaftliche, insbesondere:
1. architekturgeschichtliche (Architekturgeschichtlich zeigt das Gebäude drei wichtige Bauphasen auf, von denen die älteste mindestens in das 18. Jahrhundert zurückreicht. Alle Bauphasen lassen sich am Bestand (z. B. dem Dachstuhl, dem Haupttreppenhaus, dem Keller mit Tonnengewölben und erhaltener Stadtmauer sowie der Putzfassade) noch deutlich ablesen, so dass das Gebäude auch für die Hausforschung äußerst wichtig ist)
2. ortsgeschichtliche (Die ortsgeschichtliche Bedeutung manifestiert sich zum einen in der Tatsache, dass das Gebäude während der Franzosenzeit als Wohnhaus des Bürgermeisters Brings fungierte. Zum anderen befindet sich das Gebäude an einem historisch markanten Standort direkt an der Stadtmauer, der schon auf den ältesten Stadtgrundrissen eine Bebauung zeigt. Während sich das relativ kleine Ursprungsgebäude noch vollständig innerhalb der Stadtmauer befand, wurde diese mit dem Erweiterungsbau des ausgehenden 18. Jahrhunderts überbaut.) und
3. städtebauliche (Städtebaulich dokumentiert das Gebäude den Maßstab der historischen Bebauung des 18./19. Jahrhunderts im unmittelbaren Umfeld der ehemaligen Stadtmauer. Die sich heute direkt anschließende Nachkriegsarchitektur hat deutlich größere Dimensionen.) Gründe vor.